# Mastacembelus shiranus
Mastacembelus shiranus is een straalvinnige vissensoort uit de familie van de stekelalen (Mastacembelidae). De wetenschappelijke naam van de soort is voor het eerst geldig gepubliceerd in 1896 door Günther.